# Desis formidabilis
Desis formidabilis là một loài nhện trong họ Desidae.
Loài này thuộc chi Desis. Desis formidabilis được miêu tả năm 1890 bởi Octavius Pickard-Cambridge.